# The 8th Wonder of the World
The 8th Wonder of the World è un videogioco di strategia in tempo reale con componenti di tipo gestionale e di avventura, con paesaggio, unità e strutture 3D, ambientato in un immaginario Medio Evo durante una guerra mitologica, distribuito nell'anno 2004.
Questo è il seguito di Northland (parte della serie Cultures) distribuito nell'anno 2003 e fatto anch'esso dalla stessa casa di sviluppo.

## Modalità di gioco
La campagna ha varie missioni in serie per il gioco in singolo in cui si possono scegliere 3 livelli di difficoltà.